# Rhopalopsole spiniplatta
Rhopalopsole spiniplatta is een steenvlieg uit de familie naaldsteenvliegen (Leuctridae). De wetenschappelijke naam van de soort is voor het eerst geldig gepubliceerd in 1949 door Wu.